# Gobierno de Salvación Nacional de Serbia
El Gobierno de Salvación Nacional (en serbio: Влада народног спаса, romanizado: Vlada narodnog spasa), coloquialmente conocido como Serbia de Nedić, fue el nombre con el cual se conoció el gobierno títere bajo la ocupación militar por parte de la Alemania nazi durante la Segunda Guerra Mundial tras la invasión de Yugoslavia.

## Antecedentes
Tras la rápida derrota del Ejército yugoslavo en la campaña de Eje de abril de 1941, los vencedores desmembraron el país derrotado. Hitler decidió repartir especialmente la población serbia en distintas zonas, considerándolos responsables del golpe de Estado del 27 de marzo de 1941 que precipitó la invasión. La población serbia de Bosnia y Herzegovina se entregó al nuevo Estado Independiente de Croacia de Ante Pavelić, la de Voivodina a Hungría y Montenegro fue convertido en un títere de Italia, quedando el territorio serbio reducido alrededor de 4,5 millones de personas, sin administración propia. La Serbia ocupada tenía las fronteras aproximadas de 1912, antes de las guerras balcánicas, además de parte de Kosovo —por sus minas y comunicaciones— y del Banato. Únicamente entre el 50 y el 60 % de los serbios de Yugoslavia quedaban englobados en las nuevas fronteras. La parte del Banato incluida en la zona quedó, además, bajo administración de la minoría local alemana (aproximadamente un 18,7 % de los 640 000 habitantes de la región). Se encontraba bajo administración militar directa alemana (el territorio recibió el nombre oficial de «Territorio del comandante militar en Serbia»), establecida por orden del alto mando alemán el 20 de abril. La razón principal para el control militar del territorio era la presencia de importantes yacimientos de minerales no ferruginosos y de líneas de comunicaciones relevantes (el Danubio y las líneas férreas que conducían al Mediterráneo), de valor para el Ejército alemán.
El mando alemán en la región recibió pocos días después sus instrucciones: con cuatro batallones de defensa local, sin tropas de combate ni de guarnición, debía tratar de mantener el orden, asegurar las principales líneas de ferrocarril al sur y la navegación en el Danubio y facilitar la explotación del territorio. La región quedaba dividida en cuatro zonas y diez distritos, cada uno con un mando militar. En junio, los alemanes trasladaron al territorio tres divisiones escasas de personal (la 704.ª, 714.ª y 717.ª) al mando del general de artillería Paul Bader, que mandaba una división más desplegada en el vecino territorio croata. Con el fin de organizar todas las unidades de los Balcanes, el 9 de junio se creó el puesto de comandante de las Fuerzas Armadas de Europa Suroriental, que ocupó el mariscal del campo Wilhelm List, con sede en Salónica. Las diversas organizaciones civiles y militares con representación en Serbia, a menudo con competencias mal definidas y en conflicto, tomaron pronto el control de la economía y de los transportes con el fin de adaptarlos a las necesidades bélicas alemanas. El objetivo alemán para el territorio era optimizar su producción al mínimo coste en tropas de ocupación, por lo que trataron de utilizar en su lugar unidades búlgaras, voluntarios de la minoría alemana yugoslava y diversas unidades colaboracionistas serbias, además de aplicar severos controles y medidas draconianas.
Al retirarse la mayor parte de las tropas que habían participado en la campaña, los alemanes vieron la necesidad de establecer algún tipo de administración local colaboracionista y, el 30 de abril de 1941, crearon una «Administración de Comisarios», encabezada por Milan Acimović (antiguo jefe de policía de Belgrado y ministro de Interior de Milan Stojadinović en 1939). La mayoría de los políticos conservadores con los que los alemanes podrían haberse entendido se hallaban en el exilio. El origen de la mayoría de los comisarios eran los grupos de seguidores del antiguo primer ministro yugoslavo Milan Stojadinovic o del fascista serbio Dimitrije Ljotić. La Administración era capaz de encargarse de la gestión del Estado pero, dada la falta de fuerzas policiales o militares, no de enfrentarse a una posible rebelión. La mayoría de la antigua Administración yugoslava mantuvo sus puestos y las leyes yugoslavas siguieron en general en vigor. La Administración quedó sometida directamente a los máximos representantes civiles y militares alemanes en la zona.
La debilidad de las tropas ocupantes, insuficientes para mantener el control más allá de las principales ciudades en el nuevo territorio serbio y las vías de comunicación estratégicas y el temprano comienzo de las atrocidades contra la población serbia en el vecino Estado Independiente de Croacia (NDH) complicaron la tarea de los ocupantes y del nuevo Gobierno títere. Hacia agosto de 1941, al menos 100 000 refugiados serbios habían pasado del NDH al territorio gestionado por Acimović. A finales de septiembre, los alemanes calculaban que había unos 200 000 refugiados en la región.

## Las primeras revueltas
En el verano de 1941, se produjeron los primeros alzamientos contra el ocupante, que restringieron temporalmente el control de este prácticamente a Belgrado. Hasta la campaña de supresión de la resistencia en noviembre de 1941, la situación en Serbia era de caos fuera de las principales ciudades. Además de las tropas fieles directamente a Draža Mihajlović y sus oficiales yugoslavos y los partisanos controlados por el Partido Comunista de Yugoslavia, existían numerosas bandas armadas que controlaban diversas regiones y que Mihailović trató de controlar, con éxito relativo.
Tras el levantamiento de los comunistas tras el ataque alemán a la Unión Soviética el 22 de junio de 1941 el caudillo teórico de los chetniks, Kosta Pećanac, decidió unirse a los alemanes y rechazó la oferta de Mihailović de cooperar con él en la resistencia. Sus fuerzas se concentraban en el sur de la región y se dedicaron especialmente al hostigamiento de la población musulmana del suroeste de Serbia. La orden de alzamiento contra el ocupante del partido, cursada el 4 de julio, forzó a las diversas bandas armadas a definir su postura a favor de los ocupantes o de unirse de manera más o menos clara a la resistencia.
Mientras que la estrategia de resistencia de Mihailović y sus partidarios consistía en aumentar su organización sin hostigar excesivamente al Eje para prepararse ante una derrota de este o un desembarco Aliado y evitar a la vez represalias sobre la población civil, Tito y los partisanos decidieron llevar a cabo una resistencia intensa que aliviase la presión sobre la Unión Soviética y que, gracias a las posteriores represalias alemanas, aumentase sus efectivos. Los primeros ataques de los partisanos, que pronto rivalizaron con los chetniks en número e importancia, se concentraron en la administración colaboracionista local más que en las tropas del Eje. En agosto las revueltas se habían extendido por todo el occidente serbio y las escasas fuerzas de Acimović y las exiguas guarniciones alemanas no podían controlarla. La actividad comunista atrajo a elementos no comunistas decididos a resistir activamente a los ocupantes y debilitó la posición de Mihailović.
Las autoridades alemanas habían previsto el alzamiento comunista, pero supusieron que sería limitado y que las unidades policiales serbias serían capaces de sofocarlo. Las únicas tres divisiones alemanas que se hallaban destacadas en Serbia —la mayoría de las unidades que habían participado en la invasión habían partido a combatir en el frente oriental— se encontraban faltas de personal (con dos regimientos en vez de tres), formadas por reclutas de edad avanzada, faltos de equipamiento, dispersas y aún en instrucción, principalmente como guarniciones por toda la región. Carecían además de transporte motorizado. Los mandos preferían no utilizar estas unidades en lo posible. Así, las escasas fuerzas serbias de la gendarmería y las divisiones alemanas fueron incapaces de aplastar la rebelión.
El 29 de agosto, ante la manifiesta incapacidad de las escasas fuerzas policiales de Acimović para aplastar la revuelta, disolvieron su Gobierno y crearon uno nuevo con el antiguo ministro de Defensa Milan Nedić a la cabeza, tratando así de reforzar a las unidades colaboracionistas y de evitar el envío de más tropas alemanas para suprimir la rebelión. Tres de los nuevos ministros eran generales, dos provenían del anterior Gobierno de comisarios y la mayoría provenían de Zbor o eran antiguos colaboradores de Milan Stojadinović. El nuevo Consejo de Ministros carecía tanto de titular de Exteriores como de Defensa. Para entonces el territorio estaba abarrotado de refugiados serbios provenientes de otras regiones de la antigua Yugoslavia. El objetivo de los alemanes era el de que los propios serbios aniquilasen la rebelión sin necesidad de una intervención militar alemana.

## Represalias alemanas
Durante el verano, y como medio añadido a las medidas policiales contra la insurgencia, los alemanes comenzaron la ejecución de rehenes, al comienzo principalmente comunistas y judíos. La comunidad judía, bajo condiciones muy duras tras la derrota yugoslava, estaba obligada a aportar 40 rehenes semanales desde el ataque alemán a la URSS. A finales de julio, se aprobaron nuevas instrucciones sobre las represalias por los ataques de la insurgencia que teóricamente debían paliar su arbitrariedad, pero que no lo hicieron. A la vista de las medidas adoptadas hasta el momento, el comandante militar de la región, el mariscal de campo Wilhelm List, ordenó que las tropas alemanas tomasen parte más activa en la supresión de la rebelión, a la vez que el OKW ordenaba el endurecimiento de la represión.
El nuevo comandante militar de Serbia en agosto trató en vano de continuar la supresión de la revuelta usando las fuerzas policiales y sus peticiones de refuerzos fueron rechazadas. Nedić contaba únicamente con las unidades de elite de Ljotic, el Cuerpo de Voluntarios Serbios, y las fuerzas pseudopoliciales de la Guardia Estatal Serbia —de escasa calidad—, además de los chetniks legalizados al mando de Kosta Pećanac. Las medidas draconianas contra la población, mantenidas a pesar de la opinión contraria de algunos mandos, fue contraproducente: en vez de ayudar a sofocar la rebelión alimentó las filas de esta. A finales de agosto las exiguas fuerzas alemanas y la policía serbia, desmoralizada y a punto de disolverse, se habían mostrado incapaces para aplastar a los insurrectos.
Sólo el 4 de septiembre, cuando ya la rebelión se hallaba muy extendida, el mando en Grecia envió al 125.º Regimiento de Infantería con artillería, para reforzar a las unidades destinadas en Serbia. El 16 de septiembre, List recibía la orden de Hitler de aplastar el alzamiento con dureza, asegurar las comunicaciones y garantizar la explotación de la región. La misma directiva nombraba al general Franz Böhme comandante de las tropas destacadas en Serbia y prometía el envío desde Grecia de una o dos divisiones para la campaña. En mismo día, el alto mando enviaba una orden de Hitler que, con el objetivo de acabar con la resistencia en los territorios ocupados, sirvió de base en los años siguientes a las medidas punitivas contra la población civil. Böhme tomó el mando el 19 del mes y al día siguiente comenzó a llegar a Serbia la 342.ª División que venía de Francia. Pocos días después esta unidad comenzó a enfrentarse a los rebeldes el noroeste de Serbia. A comienzos de noviembre, una nueva división, la 113.ª proveniente de la URSS, llegó para participar en las operaciones. A principios del mes siguiente, se había aplastado el alzamiento. Böhme cedió el mando a Bader que, el 2 de febrero de 1942, reunió en su persona todos los cargos de mando en Serbia.
El fin de la operación contra la insurgencia llevó a la retirada de las unidades enviadas especialmente para este fin y trajo consigo el despliegue de unidades búlgaras —tres divisiones— para ocupar la región; aunque las tropas eran búlgaras, se hallaban bajo mando alemán y debían servir para poder utilizar las unidades alemanas en otros frentes. Las unidades alemanas desplegadas en Serbia se redujeron a únicamente dos mientras aumentó el papel de las tropas búlgaras —que se desplegaron hasta el río Ibar en el oeste y las minas de Bor en el norte—, el de las fuerzas policiales alemanas y el de las unidades SS formadas por miembros de la minoría alemana en Yugoslavia. Los alemanes rechazaron las protestas de Nedić por el uso de unidades búlgaras. La rebelión tuvo también importantes consecuencias económicas: los alemanes decidieron no mantener la producción de armamento y explosivos en Serbia y trasladaron las fábricas al Reich, operación que concluyó en marzo de 1943.

## Administración

El Estado serbio administrado teóricamente por el Gobierno del general Milan Nedić entre 1941 y 1944. El Gobierno carecía de reconocimiento internacional y de fuerzas armadas propias y estaba sometido a la autoridad militar alemana de ocupación.

La nueva administración del Estado estaba encabezada por el general serbio Milan Nedić, bajo el mando militar alemán y con el nombre oficial de Vlada Nacionalnog Spasa (en serbio: Влада Националног Спаса, español: Gobierno de Salvación Nacional), que existió entre 1941 y 1944. Nedić, que a pesar de haber renegado de Yugoslavia hubo de ser presionado por los alemanes y algunas personalidades serbias para que aceptase el cargo, heredó doce comisarios de la anterior junta de Milan Acimović y completó su Gobierno con el dirigente fascista serbio Dimitrije Ljotić y tres generales. Su Gobierno, relativamente popular gracias a su propaganda a favor de la limitación de las víctimas serbias, proclamó su oposición al comunismo, la «plutocracia inglesa» y los partidos políticos. Su colaboración con Alemania, por otro lado, le privó del respaldo de parte de la población. El respaldo inicial fue menguando con el transcurso de la guerra y los reveses militares germanos. No contaba con reconocimiento internacional ni más poder que el delegado por las autoridades de ocupación alemanas. Estas, además, desconfiaban de la administración serbia precisamente por su carácter serbio. El interés alemán en formar esta nueva administración consistía en tratar de mantener el orden y controlar la región con el mínimo coste, para lo que se consideró conveniente crear el nuevo Gobierno títere. Los miembros del nuevo Gobierno, a diferencia del croata, contaban con experiencia administrativa, ya que habían servido en los gabinetes de entreguerras y favorecido el acercamiento a las potencias del Eje. Anticomunistas, confiaban en la victoria alemana en la contienda mundial.
El poder del Gobierno de Nedić fue escaso hasta su desaparición en octubre de 1944; se basaba en una serie de promesas del general Danckelmann (al mando del territorio en el verano de 1941 y relevado en septiembre por mostrarse incapaz de sofocar la rebelión). Los sucesores de Danckelmann ignoraron las promesas de este y las sucesivas quejas de Nedić, respaldadas en diversas ocasiones con su amenaza de dimisión, fueron inútiles. Su exiguo poder fue menguando hasta prácticamente desaparecer a finales de 1943, aunque como institución siguió existiendo hasta finales de 1944. Falto de poder, sin la confianza de los alemanes y en conflicto continuo con estos, tuvo que afrontar una serie de desagradables obligaciones impuestas por Alemania, como la extensión de la zona de ocupación militar búlgara, situación muy impopular. Tuvo que enfrentarse además con partisanos y chetniks; estos últimos lograron infiltrarse en su administración.
Geográficamente estaba compuesto por la parte central de Serbia, el sector norte de Kosovo (alrededor de Kosovska Mitrovica), y la región autónoma del Banato (Voivodina oriental), que se mantuvo bajo control de la minoría alemana. Incapaz de oponerse a los alemanes, el general Nedić permitió la existencia de campos de concentración en su territorio que, a diferencia de los creados en el vecino Estado Independiente de Croacia, corrieron a cargo de las tropas de ocupación alemanas.

Administración alemana en Serbia durante la Segunda Guerra Mundial

Nedić, que se ganó el aprecio de las autoridades de ocupación alemanas por su colaboración, declaró que aceptó el nombramiento alemán para moderar la dureza de la ocupación y evitar la extinción de nacional serbia.
Para Alemania, el territorio tenía interés estratégico por varias razones: por un lado, era importante en sus comunicaciones tanto hacia el sur (Grecia y África del norte) a través de las líneas de ferrocarril hacia Salónica, como hacia el este a lo largo del Danubio. Además, contaba con importantes minas de minerales no férreos esenciales para las fuerzas armadas alemanas.
Parte de la administración, incluidos los propios Acimović y Nedić, mantuvieron contactos con Mihailović; el primero, que conocía la organización clandestina chetnik en la capital, permitió su existencia; el segundo se reunió con representantes chetniks para proponer, infructuosamente, el traslado de Mihailović a Bosnia para proteger a la población serbia a cambio de armamento y financiación.

## Fuerzas armadas
Nedić estableció el 3 de marzo de 1942 la Guardia Estatal Serbia que absorbió la antigua gendarmería y contaba con oficiales yugoslavos gracias a un acuerdo con el mando alemán. El máximo permitido y nunca alcanzado para el cuerpo era de 17 000 hombres. La Guardia contaba con tres componentes: una sección rural, equivalente a la antigua gendarmería, otra urbana y un cuerpo de guardafronteras. Infiltrada pronto por los chetniks, fue siempre una organización débil y poco fiable para sus mandos.
El Cuerpo de Voluntarios Serbios, formado con apoyo alemán en septiembre de 1941, con oficiales yugoslavos e inspirado por Ljotić, era fundamentalmente una unidad armada de su partido, nutrida de jóvenes profascistas que en enero de 1942 alcanzó los 3700 miembros. A finales de 1942, quedó bajo mando alemán y su tamaño se restringió. Militarmente notable tanto en combate contra los partisanos como contra los chetniks, era la única fuerza armada de la región que contaba con la confianza de los alemanes.
Otra organización armada era el Cuerpo de Protección Ruso, reclutado entre rusos residentes en los Balcanes, en septiembre de 1944 contaba con 11 197 hombres. Contaba con antiguos oficiales zaristas y se dedicaba a la vigilancia de minas, fábricas y ferrocarriles; en las escasas ocasiones en que entró en combate mostró escasa calidad.
Desde comienzos de agosto de 1941, Nedić contaba además con las unidades chetniks fieles a Kosta Pećanac y, desde finales de año, con parte de las de Mihailović, de escaso valor para el primer ministro. En abril de 1942, los primeros sumaban 8745 hombre mientras que, sumados a los de Mihailović legalizados, el 15 de mayo llegaron a los 13 400, distribuidos en 78 destacamentos. Las autoridades alemanas no confiaban en la fidelidad de estas unidades, especialmente en las de Mihailović; creían que el sometimiento de estas últimas era una mera añagaza de Mihailović para conservarlas hasta poder utilizarlas en su contra en el futuro. Así, comenzaron a desarmarlas en el verano de 1942 y a finales de año 12 000 hombres de las unidades chetniks se habían enviado al Cuerpo de Voluntarios o al trabajo. Las unidades de Pećanac quedaron desarmadas entre septiembre y diciembre de 1942.
Aunque en su primer año de gobierno Nedić contaba con unas 34 000 tropas, la pérdida del mando del Cuerpo de Voluntarios y la eliminación de la mayor parte de los destacamentos chetniks le dejó únicamente con la Guardia, escasa y de poca utilidad militar, además de hallarse bajo estrecha supervisión de las SS.

## Aplastamiento de la revuelta de 1941
Las cerca de 20 000 tropas de Nedić se mostraron incapaces de controlar la revuelta de partisanos y chetniks y en septiembre los alemanes se decidieron a traer tropas para aplastarla por sí mismos. El 5 de septiembre de 1941, tras dos serios reveses para las tropas alemanas destacadas en las provincias, List ordenó la intensificación de las medidas de terror contra la población. El propio Nedić había admitido para entonces su fracaso en el aplastamiento de la insurgencia y declarado que la única solución era la utilización de tropas alemanas. List obtuvo el traslado a Serbia de la 342ª división y el relevo del comandante militar de Serbia por un antiguo general austriaco, Franz Böhme.
El 16 de septiembre de 1941 el jefe del alto mando de las fuerzas armadas alemanas, el mariscal de campo Wilhelm Keitel ordenó que todos los alzamientos en territorio ocupado se considerasen como inspirados por los comunistas, y que en represalia se ejecutasen entre 50 y 100 rehenes por cada alemán muerto en ellas. El general Böhme decidió aplicar la cifra máxima. Este había llegado a Serbia el 18 de septiembre de 1941 y para entonces ya se estaban planeando acciones punitivas contra la población para la nueva división trasladada desde Francia.
El general Böhme contó con cuatro divisiones y parte de una quinta para tratar de aplastar el alzamiento. En represalia por las revueltas, las tropas alemanas ejecutaron a más de 11 000 civiles (hombres o judíos, a diferencia de las posteriores matanzas en el Estado Independiente de Croacia) en tres meses. Entre ellas la más destacada fue la matanza de Kragujevac del 21 de octubre de 1941, en la que, según cálculos alemanes, fueron ejecutados 2300 varones, incluyendo adolescentes. En los alrededores de Šabac a comienzos de octubre la división 342 tomó cerca de 20 000 rehenes y ejecutó a 1126. Días antes de la matanza de Kragujevac tuvo lugar otra en Valjevo, en la que la 717.ª división ejecutó a 1736 hombres y 19 mujeres. Las acciones punitivas contra la población no sirvieron para sofocar la insurgencia, que en septiembre y octubre continuó creciendo, sucediéndose los reveses de pequeñas unidades alemanas. Los varones judíos, internados, sirvieron como víctimas de las represalias alemanas, cuyas autoridades decidieron aniquilarlos en ellas definitivamente el 20 de octubre de 1941. El 27 de octubre, se reanudó el fusilamiento de los 2000 judíos varones supervivientes y dos días más tarde los alemanes detenían a 250 gitanos para alcanzar la cuota de fusilados.
Por otra parte las relaciones entre partisanos y chetniks, tras un aparente acercamiento temporal, dieron paso al enfrentamiento abierto tras el ataque chetnik a Užice la noche del 1 de noviembre de 1941, que fracasó. Mihailović trató infructuosamente de obtener suministros británicos para la lucha. El choque entre ambas fuerzas facilitó la campaña alemana, que el 16 de octubre capturó Kraljevo y el 25 Valjevo, avanzando hacia el centro de operaciones de partisanos y chetniks. A finales de octubre, los combates favorecían finalmente a los alemanes frente a la insurgencia, que ya se había dividido. Mientras los partisanos eran expulsados a Croacia, los chetniks atacaban a estos y solicitaban armas a los alemanes y la policía serbia se volvía más efectiva en sus acciones de contrainsurgencia.
Los partisanos fueron expulsados de Serbia y los chetniks de Mihailović lograron mantener únicamente los cuadros de su organización, disolviendo sus formaciones o uniéndose temporalmente a las tropas del Gobierno títere de Nedić para evitar los ataques alemanes. Hasta el final de la guerra, la campaña del otoño de 1941 acabó prácticamente con la resistencia en la zona. Los alemanes, reacios a traer las tropas suficientes para aplastar de forma definitiva a los restos de la organización de Mihailović y sus oficiales, tuvieron que apoyarse en sus auxiliares locales, a menudo infiltrados por Mihailović. Los partisanos siguieron siendo la principal amenaza para el régimen colaboracionista, a pesar de sus graves pérdidas del otoño y del invierno y de que a finales de 1941 solo una compañía partisana permanecía en territorio serbio.
Tras la invasión de la primavera de 1941, los alemanes nombraron un plenipotenciario económico con poderes dictatoriales para dirigir la economía serbia, Franz Neuhausen. Reunía en su persona además la presidencia de diversas e importantes industrias serbias, como la de las minas de Bor. Controlaba la economía mediante una red de delegados. Su objetivo era optimizar la contribución del territorio a la producción bélica alemana.
En noviembre de 1941, los alemanes lograron reanudar la producción de cobre en las minas de Bor, saboteadas por los propios yugoslavos durante la invasión de abril y en septiembre de 1942 ya cubrían el 16 % de las necesidades alemanas del mineral. Las minas de Trepča, por su parte, suministraban el 13 % del plomo consumido por Alemania. Las minas de antimonio, dañadas por los insurgentes, volvieron a funcionar en junio de 1942 y proveían el 62 % del mineral utilizado por la industria alemana.
La industria en Serbia se resintió tanto por las operaciones militares como por el estilo de gestión de los ocupantes o el envío de 40 000 trabajadores a Alemania. La reparación de instalaciones industriales suponía además un importante gasto para la administración serbia, que debía sufragarla junto con los costes de ocupación impuestos por Berlín o las compensaciones de guerra exigidas por esta. Las necesidades de mano de obra en Alemania hicieron que esta se aviniese a liberar a parte de los prisioneros de guerra a cambio del envío de más trabajadores al Reich; en el otoño de 1943 unos 45 000 civiles y 94 000 prisioneros de guerra serbios trabajaban en la industria alemana. A este número se añadían los que trabajaban para la producción bélica alemana en la propia Serbia, como los 40 000 trabajadores de las minas de Bor.

## Características y medidas del Gobierno de Nedić

### Ideología del Gobierno
Opuesto al Estado yugoslavo, que consideraba un error histórico, Nedić abogaba por un renacimiento político y espiritual de Serbia, contaminada en su opinión por el individualismo, el racionalismo, el capitalismo, el liberalismo, el internacionalismo y el comunismo, que asociaba a la vida urbana. Idealizaba en consecuencia al campesinado, que trató de atraer. Nedić favoreció el retorno al campo, tanto por ideología como por necesidades bélicas: el aumento de la población del campo favorecía el aumento de producción agrícola y aliviaba la escasez alimentaria de las ciudades. Nedić defendió incluso la desindustrialización del país como un paso favorable para el renacimiento espiritual serbio.
Opuesto tanto al capitalismo democrático como al comunismo, la ideología del régimen idealizaba el pasado y fomentó el mito de la batalla de Kosovo y del príncipe Lazar, elevado a ideal de la «raza serbia». Se utilizaron acontecimientos y personajes de la historia serbia con un nuevo significado para tratar de apuntalar el nuevo orden. Se inventó una tradición nacional basada en una interpretación propia de la estructura social patriarcal, la glorificación de la zagruga (comuna tradicional), la defensa de la ortodoxia religiosa entendida de una manera extraña y un intenso antisemitismo. El objetivo de unificar a la sociedad serbia en el ideal nacionalsocialista quedaba condicionado a su «purificación» racial, reorganización según el modelo rural idealizado, supresión de las ideologías internacionalistas o de la influencia extranjera y orientación hacia un pasado también considerado modélico. La propaganda del Gobierno ridiculizó los valores democráticos como la modernización, la urbanización, la emancipación femenina o la educación superior. El nacionalismo que rechazaba la influencia occidental recibió el respaldo de algunos autores rusos eslavófilos que influenciaron a algunas destacadas figuras de la iglesia ortodoxa serbia que, sin embargo, se opusieron a la ocupación y fueron enviadas a diversos monasterios como centros de detención. La iglesia, dividida en partidarios de Nedić, de los partisanos y, sobre todo, de Mihailović, se encontraba debilitada y encabezada por el metropolitano de Skopie, expulsado de su sede por las autoridades búlgaras que habían tomado el control de la mayoría de Macedonia.

### Represión
El Gobierno adoptó una serie de medidas para acercarse al modelo alemán, como la expulsión de los profesores y alumnos judíos, la extensión del aprendizaje del alemán, la creación de un Comité de Protección de la Sangre Serbia o de otro encargado de demostrar la superioridad biológica serbia frente a otras comunidades. Se purgó además al cuerpo de profesores.
Dentro de la visión conservadora fomentada por el Gobierno de Nedić, este favoreció a la fe ortodoxa y condenó el judaísmo. Su Gobierno, tradicionalista, era hostil también a los gitanos y a aquellos opuestos al régimen o a los considerados no puramente serbios. Decididamente antisemita, el régimen trató de aumentar la cohesión social mediante el hostigamiento de los que consideraba ajenos a la comunidad serbia como judíos, gitanos o comunistas. El Gobierno consideraba a judíos y comunistas sus peores enemigos, y sostenía el origen judío tanto del capitalismo como del comunismo. Ya en mayo de 1941, comenzaron a aplicarse medidas de discriminación a los ciudadanos judíos que pronto aislaron a estos del resto de la sociedad. La extensa propaganda gubernamental culpaba a los judíos de los males de la nación y de ser origen de las ideologías que aborrecía.
La derrota militar, atribuida parcialmente a la traición de los croatas, y las matanzas en el NDH atizaron la hostilidad hacia croatas y musulmanes. Estas muertes y la relativa normalidad recuperada pronto bajo la ocupación llevó a que parte de la población favoreciese la colaboración con los ocupantes para evitar mayores pérdidas serbias debidas a posibles represalias.
Se creó una extensa red de campos de concentración por las que pasaron decenas de miles de personas, tanto opositores políticos como hebreos. Las malas condiciones alimentarias e higiénicas de los campos causaron miles de víctimas. De las 120 000 personas que se calcula de manera aproximada que pasaron por los campos de concentración serbios se estima que unas 50 000 murieron y otras tantas fueron enviadas a Alemania y otros territorios bajo ocupación del Eje. En el caso de judíos y gitanos, las ejecuciones y la administración de los campos quedaron en manos de los alemanes, pero el Gobierno de Nedić colaboró con los alemanes.

### Actividades y poder
El Gobierno serbio tenía muy limitada autonomía y las principales decisiones quedaban sometidas al beneplácito alemán. No ejercía tampoco ningún control económico y las duras medidas de explotación de los ocupantes quedaban fuera de sus prerrogativas.
Una de las áreas de mayor actividad del Gobierno fue la acogida de los numerosísimos refugiados (se calcula que en mayo de 1941 ya eran 180 000 y pudieron llegar hasta los 400 000 ya que muchos no se registraban en las listas de la comisaría de refugiados creada por el Gobierno). Llegados de diversos territorios yugoslavos, fueron bien acogidos y aliviaron algo la escasez de manos de obra. Muchos de ellos se unieron, sin embargo, a las unidades chetniks y partisanas además de a las fuerzas de Nedić por lo que las autoridades alemanas trataron de evitar su llegada o incluso de repatriarlos.
En el campo, los campesinos habían logrado reducir su endeudamiento gracias a la inflación y disfrutaban de un abastecimiento alimentario mejor que en las ciudades, donde reinaba la escasez y el mercado negro, aunque sufrían las duras requisiciones de las fuerzas de ocupación. La inflación se debió al enorme aumento de los gastos gubernamentales, financiados mediante el aumento del dinero en circulación, a la escasez de bienes, el deseo de convertir el dinero en posesiones que poder trocar, la concentración de la producción en material de guerra en vez de bienes de consumo o la apropiación por parte del Eje de gran parte de los escasos bienes disponibles. Al final del periodo de ocupación, la moneda en circulación se había multiplicado por diez respecto del que había en la primavera de 1941.
En circunstancias normales, Serbia podía abastecerse de alimentos e incluso realizar pequeñas exportaciones, pero el desorden en el campo, el aumento de la población casi en un 11 % por la llegada de refugiados y las exportaciones a Alemania causaron problemas de abastecimiento. La creciente demanda alemana de alimentos agudizó el problema —común a todas regiones yugoslavas— de alimentar a la población. Las fuerzas de ocupación se centraban en alimentar a los trabajadores necesarios de las industrias bélicas y en la exportación de alimentos a otras regiones ocupadas o a Alemania y mostraban desinterés en la suerte de la población urbana o de las zonas rurales deficitarias en la producción de alimentos.
Según datos alemanes, los precios apenas habían crecido en un 100-200 % a mediados de 1942, pero los del mercado negro se habían multiplicado por 6 o 7 respecto de los de abril de 1941. A finales de 1943, el incremento había alcanzado un 300-400 % para los precios oficiales y un 1400-1600 % para los del mercado negro. A pesar del gran crecimiento de la inflación, las estrictas medidas de control del plenipotenciario alemán para la economía evitaron que se desbocase por completo.
Los intentos gubernamentales de aumentar sus ingresos mediante el incremento de impuestos directos no obtuvo el efecto deseado debido a la reducción de la actividad económica. Aun así, junto con el aumento de los impuestos indirectos y de los precios de los monopolios estatales, pudo cubrir los gastos ordinarios (8 millardos de dinares en 1943) con estos ingresos; resultaron insuficientes, sin embargo, para cubrir los extraordinarios (12 millardos, principalmente gastos bélicos). La diferencia se cubrió principalmente mediante préstamos del Banco Nacional Serbio, que aumentó notablemente su deuda (16,9 millardos de dinares a finales de 1943), además de con créditos a largo plazo.

## 1942
Desde comienzos de 1942, la organización de Mihailović había ido recuperándose lentamente, infiltrándose en la administración de Nedić, especialmente en la policía y el Ejército, lo que había permitido la protección y abastecimiento de los cuadros clandestinos en el campo. En junio los alemanes comenzaron a descubrir el alcance de la infiltración chetnik al lograr descifrar sus códigos de comunicación. En agosto realizaron unas pequeñas operaciones contra las formaciones militares de lealtad dudosa con escasos resultados, ante la falta de oposición de los chetniks. A finales de septiembre, el mando alemán consideraba al JVO la mayor organización rebelde de la antigua Yugoslavia, aunque este evitaba realizar acciones que provocasen a los alemanes. Durante el otoño y el invierno, ante el crecimiento de la organización del JVO y una cierta revitalización de las acciones contra los ocupantes —exageradas en los informes enviados a Londres— los alemanes respondieron con la disolución de la mayoría de las unidades chetniks gubernamentales y una nueva purga de la Guardia Estatal. Reforzaron asimismo las unidades de Ljotić (que dejaron de llamarse Destacamentos de Voluntarios para tomar el nombre de Cuerpo de Voluntarios Serbios) y el Cuerpo Ruso de Seguridad, que pasó a ingresar formalmente en el Ejército alemán y a admitir a emigrados rusos de fuera de Serbia. Los alemanes tomaron una nueva oleada de rehenes, lograron la eliminación de unos 1600 partidarios del JVO solo en diciembre, desbarataron varias de sus células en la capital, deportaron al Banato a dos de las principales figuras de la iglesia ortodoxa serbia, sospechosos de colusión con Mihailović y, a finales de año, consiguieron acabar con las acciones antigubernamentales del JVO.
A finales de marzo, Nedić, convencido de la conveniencia de que Mihailović abandonase territorio serbio y organizase a los serbios del resto del territorio yugoslavo, trató de obtener el acuerdo de este para su plan a través de Aćimović, pero las conversaciones no llegaron a buen término. El aumento de la represión que sucedió al fracaso de las conversaciones convenció a Mihailović de la necesidad de abandonar Serbia para evitar que le capturasen los alemanes. Mientras, sus partidarios mantenían una ambigua relación con Nedić, condenado por la propaganda Aliada pero para el que trabajaban muchos de ellos en las unidades militares gubernamentales y con el que compartían un profundo anticomunismo. La suerte de la guerra y la posibilidad de una derrota alemana hacían también que muchos de los que dependían para su subsistencia de la administración de Nedić (funcionarios, oficiales en la reserva y miembros de las fuerzas de seguridad) se acercasen a Mihailović como representante del Gobierno en el exilio. No solo la SDS era una fuente de armamento e información para el JVO, sino que este funcionaba sin apenas impedimento en las zonas rurales. En el campo, las diversas fuerzas armadas se disputaban el control y la administración estaba fundamentalmente en manos del JVO que trataba, sin embargo, de no enfrentarse abiertamente a los ocupantes.
Nedić trató repetidamente y sin éxito de aumentar su poder y autonomía respecto de la administración militar alemana de ocupación; a finales de marzo solicitó la reunión de la asamblea nacional para elegir un regente, solicitud que fue rechazada por los alemanas. Su intento de subordinar a los chetniks de Pećnanac y las fuerzas de Ljiotić al SDS y de tomar el mando efectivo de esta fracasó también por la oposición de las autoridades militares alemanas, contrarias al reforzamiento de su Gobierno. A finales del verano, Nedić se quejó al comandante alemán por carecer de órganos ejecutivos con los que ejercer la administración del territorio y porque las fuerzas armadas locales y la policía habían quedado bajo el control del comandante de las SS. En los meses siguientes, continuó insistiendo sin éxito en someter a los destacamentos de voluntarios a la Guardia Estatal y quejándose del incumplimiento alemán de las promesas que había recibido al aceptar el gobierno; esta situación perjudicó las relaciones entre Nedić y los alemanes. El 16 de septiembre, presentó su división, protestando por la crisis económica, el problema de los refugiados (400 000 habían llegado a lo largo del año del resto de Yugoslavia), los costes de la ocupación, el control búlgaro de gran parte del territorio o la falta de poder real de su Gobierno. Nedić permaneció al frente del Gobierno gracias a la promesa alemana de una entrevista con Hitler en la que podría plantear sus reivindicaciones al canciller alemán. La entrevista se retrasó y solo se produjo el 18 de septiembre de 1943, con escasos y tardíos resultados para Nedić, que no logró rebajar el número de ejecutados en represalias ni aumentar el territorio serbio y solo logró el control de la Guardia Estatal y del Cuerpo de Voluntarios tras meses de exigencias al mando alemán en Serbia.
El 9 de septiembre, Mihailović hizo un llamamiento a sus seguidores para comenzar la desobediencia civil al Gobierno de Nedić, lo que aceleró el enfrentamiento entre los partidarios de ambos, en el que numerosos chetniks fueron detenidos y ejecutados, con participación de las tropas alemanas en apoyo del Gobierno.
En diciembre de 1942, antes de las operaciones en Yugoslavia occidental que debían acabar con la organización chetnik, los alemanes decidieron desmantelar la red de apoyo a Mihailović en Serbia, disolviendo las unidades militares que, fingiendo ser fieles al Gobierno del general Nedić, eran en realidad formaciones leales a Mihailović encubiertas. A la vez llevaron a cabo una purga de oficiales y funcionarios en la administración, privando temporalmente al caudillo chetnik de sus apoyos en el gobierno y las fuerzas armadas y anulando su lenta recuperación desde finales de 1941.

## 1943

Expansión de la zona de despliegue de las unidades búlgaras de ocupación en Serbia en 1942 y 1943

En febrero de 1943, la proporción de ajusticiamientos por cada víctima de las tropas de ocupación se redujo de cien a cincuenta. Esta proporción desapareció en octubre, cuando las represalias dejaron de ser automáticas y pasaron a estudiarse en cada caso, lo que redujo el número de víctimas. Entre enero y el otoño, sin embargo, se produjeron diversos casos de ejecuciones multitudinarias en las que participaron no solo unidades alemanas, sino también fuerzas serbias, como la del 18 de junio en la que 400 rehenes fueron ajusticiados por la muerte de tres aduaneros alemanes y un rudo del Cuerpo de Protección o la del 29 de junio, en la que 575 rehenes fueron ejecutados en represalia por diversos ataques partisanos. Además, durante la segunda mitad de junio en la Operación Tormenta contra civiles sospechosos de colaborar con los partisanos 1173 fueron detenidos y 1139 de ellos ejecutados. Entre febrero y agosto, las fuerzas de ocupación y las gubernamentales redoblaron sus esfuerzos para eliminar a partisanos y chetniks; 3000 de estos últimos fueron ejecutados durante este periodo según los registros alemanes. El 23 de julio, se ofrecieron en vano 100 000 marcos de oro por Mihailović o Tito, parte de las operaciones contra la oposición.
A mediados de año, la zona bajo ocupación búlgara había aumentado tanto que únicamente Belgrado, sus alrededores, las minas de Bor y una granja a lo largo del Danubio seguían bajo control directo de los alemanes, para disgusto de Nedić. En julio una nueva división búlgara relevó a una de las alemanas; los mandos alemanes estaban satisfechos con el desempeño de las unidades búlgaras en las operaciones contra las guerrillas, bastante exitosas hasta finales de 1943.
Tras el fracaso de las operaciones contra los partisanos en Herzegovina y Montenegro, un número creciente de unidades chetniks, desmoralizadas por las pérdidas sufridas, trataron de llegar a acuerdos con Nedić para unirse a sus fuerzas armadas como forma de asegurarse el abastecimiento y armas necesarios, además de librarse de los ataques de los alemanes. A finales de 1943, los alemanes liberaron al caudillo chetnik Pavle Đurišić y facilitaron un acuerdo entre él y Nedić que le permitió reconstruir sus fuerzas como unidad colaboracionista contra los partisanos en el suroeste de Serbia.
En el otoño de 1943, parte del mando alemán consideró conveniente alcanzar acuerdos con unidades chetniks, que se llevaron a efecto a comienzos del invierno, tratando de contrarrestar el creciente poderío partisano. Estas unidades se comprometían a cesar sus actividades contra el Gobierno de Nedić. En septiembre Hitler prometió a Nedić liberar cierto número prisioneros de guerra pero, como otras promesas alemanas al primer ministro, esta no se cumplió.
Los planes del nuevo enviado alemán, Hermann Neubacher —llegado a Serbia a finales del verano—, para reforzar la posición de Nedić mediante la creación de una federación de entes serbios que incluyese Serbia, Montenegro y el Sandžak fueron finalmente rechazados por Hitler. Los acuerdos con fuerzas chetniks, por su parte, debilitaron aún más al Gobierno de Nedić y aceleraron la infiltración de los seguidores de Mihailović en la administración y la colaboración de esta con él. El propio Nedić se quejó a las autoridades alemanas a finales de febrero de 1944 por los acuerdos con las unidades chetniks, que consideraba un signo de debilidad alemana y fomentaban en su opinión el reforzamiento de Mihailović en perjuicio de su Gobierno. En una larga enumeración de afrentas, Nedić se quejaba igualmente de la tolerancia alemana del congreso de Ba convocado por el caudillo chetnik, mientras que los alemanes habían rechazado sus anteriores peticiones para celebrar una asamblea similar. Los acuerdos con las fuerzas de Mihailović privaron a Nedić de los últimos retazos de apoyo entre la población serbia, mientras que tampoco ayudaron a aquel, visto cada vez más como colaboracionista tanto por la población como por los Aliados occidentales. Neubacher sí logró, sin embargo, paralizar durante varios meses las ejecuciones de represalia, que consideraba contraproducentes para los alemanes y favorables a los partisanos o la reapertura de la Universidad de Belgrado. Las dos entrevistas de Neubacher con Hitler en diciembre de 1943 y abril de 1944 no lograron convencer a este de abandonar su actitud serbófoba y de reforzar el Gobierno de Nedić.

## 1944
Supuestamente fiel al rey aunque duro crítico del Gobierno en el exilio, Nedić suavizó su postura a comienzos de 1944 cuando quedó clara la probabilidad de una derrota alemana en la guerra mundial. Para entonces su Gobierno se encontraba muy debilitado y tanto la mayoría de la administración como de la Guardia Estatal mostraban su respaldo a Mihailović. Los ministros eran reticentes a aplicar medidas contra Mihailović, que resultaban impopulares. Mientras, los costes de ocupación se habían elevado hasta alcanzar el 40 % del presupuesto nacional.
El domingo de Ramos, 16 de abril de 1944, casi coincidiendo con el aniversario del bombardeo alemán que comenzó la invasión de Yugoslavia, la aviación estadounidense bombardeó duramente Belgrado, infligiendo numerosas bajas civiles, para disgusto del Gobierno en el exilio. A pesar de las protestas yugoslavas, la aviación Aliada continuó bombardeando la capital. Por las mismas fechas los alemanes solicitaron la opinión de Nedić sobre la actitud hacia Mihailović, ya que la mayoría de los acuerdos alcanzados con sus fuerzas en el otoño de 1943 habían sido rescindidos o habían caducado, aunque continuaba una colaboración oficiosa entre las dos partes; los alemanes decidieron ignorar las sugerencias de Nedić, que consistieron fundamentalmente en un desarme pacífico de los chetniks y el exilio de su jefe.
Durante la primavera, los partisanos trataron de introducirse en Serbia, acción que trataron de evitar las tropas alemanas, los chetniks y las tropas gubernamentales. Las unidades germanas necesitaron finalmente del apoyo de las fuerzas de Mihailović para poder rechazar la acometida. Fue, no obstante, el SDK, el que llevó el peso de los combates.
En agosto Nedić, viendo cercana la retirada alemana, reanudó los contactos con Mihailović, cuya posición tampoco era muy favorable, escaso de armas y abastos. El 20 de agosto de 1944, tuvo un encuentro entre los dos en las cercanías de Užice. Ambos debatieron la posibilidad de conseguir armas para los chetniks de los alemanes, a través del Gobierno de Nedić. Aunque Nedić convenció en principio a las autoridades alemanas para suministrar las armas solicitadas por los chetniks, las entregas fueron en realidad escasas y tanto Hitler como el alto mando alemán se mostraron contrarios a otorgar la ayuda armamentística reclamada.
A finales del mismo mes, se reanudaron los ataques partisanos desde el oeste y el suroeste y a comienzos de septiembre la aviación Aliada bombardeó las líneas de comunicación para tratar de estorbar la concentración de fuerzas alemanas de los Balcanes en Serbia; en la segunda mitad del mes, las fuerzas de Tito habían logrado expulsar a Mihailović y su alto mando de Serbia. El 6 de septiembre de 1944, el Ejército soviético alcanzó las antiguas fronteras yugoslavas. Ante la inminente expulsión de Serbia, los alemanes y las fuerzas colaboracionistas prepararon la evacuación y Nedić retiró 3,5 millones de dinares del presupuesto nacional el 29 de septiembre. El 3 de octubre se celebró el último consejo de ministros mientras se eliminaba la documentación de posible importancia para el enemigo. Los ministros obtuvieron permiso para abandonar la capital y el propio Nedić lo hizo el 6 de octubre, tras solicitar a la población que no ofreciese resistencia a los partisanos o a los soviéticos.
A finales de septiembre y principios de octubre, los soviéticos desencadenaron un ataque contra las fuerzas alemanas, que contaban con la débil ayuda de las unidades de Nedić y algunos chetniks. Las unidades alemanas, incapaces de resistir el embate, comenzaron a retirarse junto con el Cuerpo de Voluntarios y el Cuerpo de Protección Ruso. La Guardia Estatal integrada ya en las escasas fuerzas chetniks que quedaban en Serbia, se retiraron hacia el Sandžak y más tarde hacia la Bosnia nororiental. Ante la imposibilidad de cooperar con las fuerzas de Mihailović, los restos de la Guardia se volvieron a unir a los alemanes en retirada en enero de 1945 y se trasladaron también a Eslovenia.
Las fuerzas soviéticas y partisanas tomaron Belgrado el 20 de octubre. Para entonces Nedić y su Gobierno ya habían sido evacuados a Austria, durante la primera semana de octubre; el día 6 y a propuesta del propio Nedić, el mando de la Guardia Estatal pasó a manos del general Miodrag Damjanović, el principal representante de Mihailović en su gabinete. Damjanović, a su vez, entregó inmediatamente el control de la Guardia a este. Al día siguiente, el general alemán al mando nombró doce comisarios para hacerse cargo de los ministerios hasta la llegada de las unidades partisanas.

## Disolución
Tras el acuerdo entre Tito y los soviéticos del 29 de septiembre de 1944, el Tercer Frente Ucraniano al mando del mariscal Fiódor Tolbujin junto con unidades partisanas marchó sobre Belgrado. Tomaron Niš el 15 de octubre de 1944 tras medio mes de ofensiva y cinco días después entraban en la capital. Alrededor de 3000 partisanos y 1000 soldados soviéticos perdieron la vida en la batalla por el control de la ciudad, que duró una semana.
Los dirigentes serbios tuvieron que huir a Eslovenia hasta el final de la guerra, cuando muchos fueron capturados y ejecutados. El Gobierno se refugió en Austria, primero en Viena y más tarde en la estación invernal de Kitzbühel, donde fue capturado el 8 de mayo de 1945 por tropas estadounidenses. Los estadounidenses devolvieron a Nedić al nuevo Gobierno yugoslavo como testigo en enero de 1946; este decidió no devolverlo y someterlo a juicio, pero falleció antes, el 4 de febrero, al caer por una ventana del hospital de Belgrado, bien suicidándose o siendo empujado.
Los restos de la Guardia Estatal pasaron a Austria la segunda semana de mayo de 1945 junto con guardias eslovenos, pero fueron entregados a los partisanos por los Aliados. Los Voluntarios serbios cruzaron la frontera italiana a finales de abril junto con unidades chetniks y se entregaron a los británicos. Aunque estos entregaron a los partisanos a algunos destacados oficiales considerados criminales de guerra, el grueso de las tropas recibió trato de refugiados y se les permitió emigrar a otros países.

## Lili Marleen
En 1941, tras la capitulación de Yugoslavia, los soldados alemanes se hacen con Radio Belgrado, desde donde programan la canción Lili Marleen que pasaría a ser popular a nivel internacional. Ha sido traducida a varios idiomas, transformándose en algunos países en marcha militar o en canción deportiva militar o simplemente en canción de cuartel o canción militar.